# 大雄的貓狗時空傳
《多啦A夢：大雄的貓狗時空傳》是2004年2月至4月在月刊《龙漫CORO-CORO》連載的《哆啦A夢》大長篇作品。本作為第25部哆啦A夢電影、第24部哆啦A夢大長篇、第7部藤子去世後的大長篇作品，亦是最後一部大山版電影（由大山羨代為首的配音陣容）、由芝山努執導的哆啦A夢電影。編劇岸間信明、放映院線為東寶株式會社、票房收入30.5億日圓。香港、澳門及新加坡三地於2006年8月3日上映哆啦A夢大長篇系列電影（粵語配音，當時亞洲發行進度跟日本有距離）。本作也是紀念朝日電視台開播45週年和電影版25週年作品。

## 故事大綱
大雄有一天傍晚意外相救並收養一隻差點溺水的狗，取名為「阿一」。某日，大雄和多啦A夢還有靜香為了不讓媽媽知道大雄收養狗而用隨意門逃到後山，並發現後山大量被遺棄的貓狗，於是連同胖虎和小夫一起帶了許多的野貓野狗坐時光機回到還未有任何人類存在的三億年前（石炭纪晚期）的地球建立貓狗王國。大雄使用了「進化退化光線槍」將阿一進化成像人類一樣，使其能夠聽得懂人類的話。當日傍晚，當大雄要回到二十一世紀時，答應阿一「明天一定會再來」，並在上時光機時，不小心將劍玉的球遺落在那裡，被阿一撿起。
翌日，一行人在返回三億年前的途中遇上時間扭曲，被帶到三億年前的一千年後，那裡竟已經發展成繁華的貓狗都市。大雄這才發現，因為把進化退化放射線槍遺留在三億年前，讓貓狗們的科技變得這麼發達。大雄在這裡遇上一隻貌似阿一的狗—小八，小八跟同伴向大家傾訴，原來大家的父母去了查路貓樂園後都了無音訊行蹤不明，於是大家決定到樂園調查，不料無意中得知一項驚天大陰謀……

## 配音員

### 預告片旁白
- 香港：林保全

### 角色（台灣譯名）
| 角色            | 配音員                | 配音員                        | 配音員                | 配音員       | 配音員       |
| 角色            | 日本                  | 香港                          | 臺灣                  | 臺灣         | 臺灣         |
| 角色            | 日本                  | 香港                          | 國語                  | 臺語         | 客語         |
| --------------- | --------------------- | ----------------------------- | --------------------- | ------------ | ------------ |
| 哆啦A夢         | 大山羨代              | 林保全                        | 陳美貞                | 李明幸       | 劉韶蕙       |
| 大雄            | 小原乃梨子            | 曾慶珏                        | 楊凱凱                | 林凱羚       | 徐敏莉       |
| 靜香            | 野村道子              | 劉惠雲（預告） 梁少霞（正式） | 許淑嬪                | 王瑞芹       | 王旻瑛       |
| 胖虎            | 立壁和也              | 陳卓智                        | 于正昌                | 林谷珍       | 黃振尉       |
| 小夫            | 肝付兼太              | 黃鳳英                        | 劉傑                  | 陳余寬       | 陳佾玄       |
| 野比玉子        | 千千松幸子            | 區瑞華                        | 許淑嬪                | 詹雅菁       | 彭月春       |
| 阿一/小八（狗） | 林原惠 阪修（老年）   | 周恩恩 不明（老年）           | 林美秀 黃天佑（老年） | 詹雅菁       | 宋菁玲       |
| 智子（狗）      | 島谷瞳                | 王夢華                        | 黃珽筠                | 李明幸       | 彭月春       |
| 達克（狗）      | 關智一                | 陳安瑩                        | 錢欣郁                | 王瑞芹       | 黃紹彬       |
| 布魯太郎（狗）  | 江川央生              | 盧志傑                        | 黃天佑                | 丘台名       | 徐淳耕       |
| 夏咪（貓）      | 金井美香 島谷瞳（唱） | 劉惠雲 江若琳（唱）           | 錢欣郁                |              | 宋菁玲       |
| 貓傑啦（貓）    | 泉谷茂                | 古明華                        | 黃天佑                | 丘台名       | 楊明剛       |
| 貓五（貓）      | 古川登志夫            | 陳旭明                        | 劉傑                  | 陳余寬       | 徐淳耕       |
| 總統（狗）      | 大平透                | 葉振聲                        | 于正昌                | 林谷珍       | 唐川         |
| 阿答（貓）      | 水谷優子              | （使用原音）                  | （使用原音）          | （使用原音） | （使用原音） |

## 角色介紹
阿一／小八（イチ／ハチ）
大雄偷偷收養的流浪狗，跟大雄有一段深厚的感情。名字由來是大雄認為牠的叫聲很像英文的「ONE」，因此而將他命名為「阿一」，後來成為貓狗王國第一任總統。經過一千年後，變成一個貓狗都市的一隻狗少年，跟大雄對應。其真正身份是阿一由老年變成小孩的姿態，由於阿一等到老年都等不到大雄回來，於是利用餘生的時間製造了一個時光機去未來尋找大雄，但時光機意外遇上了超時空扭曲地帶，使牠到了一千年後，又因此原故而變回嬰兒時期。且失去了阿一時期的所有記憶，而後被一隻中年貓女撿回，取名叫「小八」，但仍殘存最初落水狗記憶變得怕水。後來在拯救大雄的落水過程中恢復所有記憶，改回「阿一」稱呼並成功相認。最終決定和大雄離別，留在一千年後的世界移居新星球（位於大犬座）幫助人民。
智子（チーコ）
小八同伴，跟靜香對應，是隊中唯一女子。犬種為馬爾濟斯。父母為數學家，因此最擅長計算，自己也對其計算能力感到驕傲。父母到了貓傑啦遊樂園以後就為貓傑啦做牛做馬。名字由來是取自瑪爾濟斯日文中段"チー"發音。
達克（ダク）
小八同伴，跟小夫對應。犬種為臘腸狗。漫畫版中設定講話時會操著關西腔。爸爸是電腦工程師，到了貓傑啦樂園以後就為貓傑啦做牛做馬。名字由來是取自臘腸狗日文前段"ダック"發音。
布魯太郎（ブルタロー）
小八同伴，跟胖虎對應。犬種為鬥牛犬。爸爸是修車廠老闆，到了貓傑啦樂園以後就為貓傑啦做牛做馬。名字由來是取自鬥牛犬日文前段"ブル"發音。
夏咪（シャミー）
一個在「山貓軒」工作的女歌手，哆啦A夢一看到她就被迷得昏頭轉向。事實上是貓傑啦部下，後來背叛了貓傑啦並幫助哆啦A夢等人。
貓傑啦（ネコジャラ）
本片終極敵人，本名「貓傑啦左衛門之丞景虎」。貓狗王國首富，「貓傑啦樂園」老闆，也是下任總統大選擬參選人。祖先是當初大雄撿來的流浪貓「阿答」，擁有家族代代相傳的書本《黑暗啟示錄》。得知哆啦A夢就是書中記載的那隻機器貓後威脅他復原進化退化放射線槍。企圖佔領人類世界並展開報復，並暗中抓走小八同伴父母建造時光機（漫畫提及是拾獲阿一遺落的時光機為核心加以延伸運轉）和奪取政府能源，被哆啦A夢視為宿敵。計畫失敗後，最終雖也一同被救上太空船，但被處罰做社會服務。
總統
貓狗王國現任總統，將隕石群攻擊地球這件事隱瞞到了事發前三十六小時才和全體國民宣佈。將查路貓尊稱為「貓傑啦先生」並深度仰賴，直到其陰謀被發現前都非常信賴他。

## 主題歌
| 類別         | 歌曲            | 作詞            | 作曲     | 编曲     | 演唱     | 製作     |
| ------------ | --------------- | --------------- | -------- | -------- | -------- | -------- |
| 片头曲       | 《多啦A夢之歌》 | 楠部工          | 菊池俊辅 |          | 山野智子 |          |
| 香港版片頭曲 | 《多啦A夢之歌》 | 鄭國江          | 菊池俊輔 |          | 陳慧琳   | 正東唱片 |
| 片尾曲       | 《YUME日和》    | 小幡英之        | 宫崎步   | 宗像仁志 | 岛谷瞳   |          |
| 香港版片尾曲 | 《夢境日和》    | 雷文@寰宇大爆炸 | 宮崎步   |          | 江若琳   | 寰宇音樂 |

＊註：本作是首次香港為片尾曲配上粵語版歌词。

## 電視播映
| 頻道             | 所屬             | 持股者                   | 國家           | 播映日期                | 時區       | 播出時間     | 配音   | 字幕 |
| ---------------- | ---------------- | ------------------------ | -------------- | ----------------------- | ---------- | ------------ | ------ | ---- |
| 優頻道           | 報業傳訊         | 報業控股                 | 新加坡         | 2004年12月31日 (星期五) | 新加坡時間 | 22:00至00:00 | 華語   | 英語 |
| 翡翠台           | 無線電視         | 無線電視                 | 香港           | 2009年12月25日 (星期五) | 香港時間   | 10:50至12:45 | 粵語   | 華語 |
| 8頻道            | 新傳媒電視       | 新傳媒                   | 新加坡         | 2013年5月12日 (星期日)  | 新加坡時間 | 10:00至12:00 | 粵語   | 華語 |
| 电影频道(CCTV-6) | 电影频道节目中心 | 电影卫星频道节目制作中心 | 中华人民共和国 | 2013年7月13日 (星期六)  | 北京時間   | 不明         | 普通话 | 華語 |
| 客家電視台       | 客家電視台       | 客家電視台               | 中華民國       |                         | 台北時間   | 21:00        | 客語   | 華語 |

## 其他
- 該片臺灣版DVD有臺語（臺灣閩南語）配音。
- 該片香港版DVD及VCD有粵語配音，由寰宇鐳射錄影有限公司發行。
- 該片新加坡版DVD、VHS及LD影帶有華語配音及英語字幕。

## 外部連結
- 「映画ドラえもん のび太のワンニャン時空伝」官方網站
- 互联网电影数据库（IMDb）上《大雄的貓狗時空傳》的资料（英文）
- 開眼電影網上《大雄的貓狗時空傳》的資料（繁體中文）
- 时光网上《大雄的貓狗時空傳》的資料（简体中文）
- 豆瓣电影上《大雄的貓狗時空傳》的資料 （简体中文）